# Gästriklands runinskrifter 4
Gästriklands runinskrifter 4 är en nu försvunnen vikingatida runsten av sandsten som funnits i Hedesunda kyrka, Hedesunda socken och Gävle kommun. Runstenen har legat i medeltidskyrkans vapenhusdörr. Stenen försvann någon gång mellan 1728 och 1864, kanske i samband med att större delen av medeltidskyrkan revs 1775.

## Inskriften
Translitterering av runraden:
[... ...-a stin aftiʀ sut bu... sin uk : keirmar at mak isin × ubiʀ risti]
Normalisering till runsvenska:
... [ræis]a stæin æftiʀ Sot(?), bo[anda] sinn, ok Gæiʀmarr at mag sinn. Øpiʀ risti.
Översättning till nusvenska:
... (res)a stenen efter Sot(?), sin man och Germar efter sin måg. Öpir ristade.